# Vítězslava Klimtová
Vítězslava Klimtová (25. ledna 1941 Praha – 10. září 2016) byla česká malířka, ilustrátorka, grafička a spisovatelka.

## Život
Vítězslava Klimtová se narodila v Praze, ale dětství prožila v severních Čechách. Maturovala zde na Střední uměleckoprůmyslové škole bižuterní v Jablonci nad Nisou a pak pokračovala v externím studiu na Vysoké škole uměleckoprůmyslové v Praze, kterou pod vedením textilní výtvarnice Ludmily Kybalové a malíře Jaroslava Nušla ukončila roku 1976. Poté se po dlouhou řadu let živila drobnou užitou a propagační grafikou a knižními a časopiseckými ilustracemi. V časopisech publikovala i své fejetony.
Od roku 1968 spolupracovala s nakladatelstvím Práce a od roku 1982 s nakladatelstvím Panorama. Je autorkou pohádkových leporel, omalovánek, kalendářů, kuchařek, pohlednic a lexikonů pohádkových bytostí. Vyniká v akvarelu a v posledních letech se věnuje také olejomalbě. Vytvořila také více než sedm stovek loutek, které vystavuje v tzv. Pohádkových zemích (trvalé i putovní výstavy loutek).

## Dílo

### Vlastní knihy s vlastními ilustracemi

#### Knihy pro děti
- Lexikon ohrožených druhů strašidel lesních, lučních a domácích (1992).
- Lexikon ohrožených druhů strašidel – 2. díl (1995).
- Ze života skřítků domácích (1995).
- O statečném skřítku Drnovci (1996).
- Malý atlas elfů (1997).
- Malý lexikon strašidel 1. – Skřítci domácí (1997).
- Malý lexikon strašidel 2. – Skřítci lesní (1998).
- Malý lexikon strašidel 3. – Rusalky a víly (1998).
- Malý lexikon strašidel 4. – Vodníci (1998).
- Malý lexikon strašidel 5. – Čarodějnice (1998).
- Malý lexikon strašidel 6. – Bludičky a hejkalové (1998).
- Malý lexikon strašidel 7. – Domácí diblíci (1999).
- Léčivé bylinky lučních skřítků (1999.
- Další příhody rodiny statečného skřítka Drnovce, aneb, Bukvínkova kouzelná píšťalka (2002).
- Lexikon 3. – Strašidla, skřítci, víly (2002).
- Obyčejný skřítek, aneb Z dalších příhod rodiny statečného skřítka Drnovce (2006).
- Pohádková země česká (2007).
- Dřevěný pradědeček (2010).
- Lexikon 4. – Lesní, zahradní skřítci a strašidla (2010).
- Putování pohádkovou zemí (2011).

#### Knihy pro dospělé
- Sexuální přitažlivost domácích kutilů (1993).
- Milostné hry zajíců na jizerských lukách (1997).
- Dvě dámy s ruksakem (1998).

### Z knižních ilustrací
- Popelka Biliánová: Pražské pověsti (1995).
- Bo Balderson: Státní rada a smrt (1981).
- Jan Karafiát: Broučci (2006).
- Helena Lisická: Zrcadlo starých časů (2008).
- Božena Němcová: Babička (2005).
- Scott O'Dell: Pětina pro krále (1980).
- Radomír Socha: Lexikon houbových skřítků (2010).
- Wanda Žółkiewska: Divoch (1976).